# 1TV
1TV (gruz. პირველი არხი) – pierwszy kanał gruzińskiego nadawcy publicznego Georgian Public Broadcaster.
Stacja nadaje od 1956 roku. W 2018 roku uruchomiono przekaz kanału w rozdzielczości HD.